# Elezioni generali nel Regno Unito del 1923
Le elezioni generali nel Regno Unito del 1923 si tennero giovedì 6 dicembre. Il Partito Conservatore, guidato da Stanley Baldwin ottenne il maggior numero di seggi, ma il Partito Laburista, guidato da Ramsay MacDonald, e il Partito Liberale riunificato guidato da Herbert Henry Asquith ottennero abbastanza voti da produrre un hung parliament (ovvero non c'era uno scarto di voti sufficiente tra il partito vincitore e l'opposizione). Fu l'ultima elezione in cui il terzo partito (i Liberali) ottenne più di 100 seggi o ricevette più del 26% dei voti.
Dal momento che la campagna elettorale si era basata sulle proposte dei Conservatori di riforma delle tariffe, era inevitabile che questi non potessero restare in carica. Pertanto, MacDonald formò il primo governo laburista in assoluto con il tacito supporto dei liberali. La motivazione di Asquith di aver permesso ai Laburisti di andare al potere, piuttosto che provare a riportare i Liberali al governo, era che sperava che i Laburisti si dimostrassero incompetenti e perdessero rapidamente l'appoggio. Essendo in minoranza, il governo di MacDonald durò soltanto 10 mesi e si tenne un'altra elezione nell'Ottobre del 1924.

## Situazione
Nel maggio 1923 il Primo ministro Andrew Bonar Law si ammalò e si dimise il 22 maggio, dopo soltanto 209 giorni in carica. Fu sostituito da Stanley Baldwin.
Avendo vinto un'elezione solo un anno prima, il Partito conservatore di Baldwin aveva una comoda maggioranza alla Camera dei comuni e poteva aspettare altri quattro anni, ma il governo era preoccupato. Baldwin voleva assicurarsi un mandato dal popolo, che, se lo avesse conseguito, avrebbe rafforzato la sua leadership sui conservatori.
Lo storico di Oxford (e parlamentare del Partito conservatore) J.A.R. Marriot descrisse così l'umore della nazione:
"I tempi erano ancora fuori dal comune. Mr. Baldwin aveva avuto infatti successo nel negoziare (gennaio 1923) il pagamento del debito britannico agli Stati Uniti, ma su termini che includevano il pagamento annuale di £34 milioni, secondo il tasso di cambio attuale. I Francesi restavano nella Ruhr. La pace con la Turchia non era ancora stata fatta; la disoccupazione era una minaccia costante alla ripresa nazionale; c'erano continue tensioni tra i salariati e un significativo sciopero tra i contadini del Norfolk. Confrontatosi con queste difficoltà, convinto che le condizioni economiche dell'Inghilterra richiedessero un radicale cambiamento della politica fiscale, Mr. Baldwin decise di chiedere al Paese un mandato per preferenza e protezione".
L'esito, tuttavia, ebbe su Baldwin l'effetto contrario di perdere un grande numero di seggi a favore dei Laburisti e dei Liberali. Per la prima volta nella Storia, i Laburisti formarono un governo.

## Risultati
|              |              |  |        |        |
| ------------ | ------------ |  | ------ | ------ |
| Conservatori | Conservatori |  | 38,01% | 38,01% |
| Laburisti    | Laburisti    |  | 30,68% | 30,68% |
| Liberali     | Liberali     |  | 29,62% | 29,62% |
| Indipendenti | Indipendenti |  | 0,61%  | 0,61%  |
| Nazionalisti | Nazionalisti |  | 0,39%  | 0,39%  |
| Altri        | Altri        |  | 0,60%  | 0,60%  |

|              |              |  |        |        |
| ------------ | ------------ |  | ------ | ------ |
| Conservatori | Conservatori |  | 41,95% | 41,95% |
| Laburisti    | Laburisti    |  | 31,06% | 31,06% |
| Liberali     | Liberali     |  | 25,69% | 25,69% |
| Indipendenti | Indipendenti |  | 0,49%  | 0,49%  |
| Nazionalisti | Nazionalisti |  | 0,50%  | 0,50%  |
| Altri        | Altri        |  | 0,31%  | 0,31%  |